# Iakob Plakhov
Pour les articles homonymes, voir Plakhov.
Iakob Vladimirovitch Plakhov (en russe : Яков Владимирович Плахов) est un joueur russe de volley-ball né le 25 juin 1991 à Moscou (alors en URSS). Il mesure 1,92 m et joue libero.

## Clubs
| Club          | De        | À   |
| ------------- | --------- | --- |
| Dinamo Moscou | 2010-2011 | ... |

## Palmarès
- Championnat d'Europe des moins de 21 ans (1)
  - Vainqueur : 2010
- Coupe de la CEV (1)
  - Vainqueur : 2012
- Championnat de Russie
  - Finaliste : 2011, 2012
- Coupe de Russie
  - Finaliste : 2013